# 道の駅あおき
道の駅あおき（みちのえき あおき）は、長野県小県郡青木村にある国道143号の道の駅である。

## 概要
2006年に4月に中古の建物を再利用して開業し、農産物の直売などを開始した。
人気が出るとともに建物の耐震性不足や駐車場不足、売り場の狭さなどの問題が生じたことから、2015年1月30日に国土交通省から「体験学習の村の体験交流拠点」として「重点道の駅」の選定を受け、総額8億7500万円の「高機能拠点化プロジェクト」を開始。売り場面積を2倍に増やした農産物直売所や、新たな情報休憩施設の建設、駐車場の拡張・再整備などが進められ、2018年4月28日にリニューアルオープンされた。また、国道143号をはさんだ南側に「ふるさと公園あおき」が整備された。
道の駅の中心施設となる農産物直売所は約490平方メートルの売り場面積で新鮮野菜や弁当、惣菜のほか各種地場産品を販売している。春は山菜、秋はマツタケなどのキノコ類が人気商品となる。特に村内や周辺で収穫されたマツタケ販売は開店前から行列ができる人気で、販売開始などが県内外で秋の風物詩として報道されることも多い。
情報休憩施設「ぷらっと家（ホーム）あおき」は休憩場所として利用できるほか、信州昆虫資料館のギャラリーとしてチョウなどの標本を展示している。食堂「味処こまゆみ」は村内で栽培されるソバ品種「タチアカネ」を使った各種そばや定食などを提供。窓からは子壇嶺岳と田園風景を一望できる。
これらの施設に囲まれた中心に交流広場「市庭（いちば）」が設けられ、イベントやミニコンサートに利用されている。市庭正面には村のマスコットキャラクター「アオキノコちゃん」の像が設置され、道の駅のシンボルになっている

## 施設
- 農産物直売所 - 2017年3月完成、木造1階建て、9時〜18時（冬期は17時まで）
- 味処こまゆみ（地域食材供給施設） - 2017年3月完成。木造1階建て、11時 - 14:30（冬期は14時まで。ラストオーダーは閉店30分前）
  - トイレ（男：大3、小5　女：5　多目的1）
- 情報休憩施設「ぷらっと家あおき」 - 2018年3月完成、木造1階建て
  - 休憩室
  - 昆虫館ギャラリー
  - 観光・移住・定住情報ギャラリー
  - 授乳室
- 市庭 ｰ 約630平方メートル、2018年3月完成
- あおきふるさと体験館（要予約） - そば打ち、おやき作りの体験ができる施設
- 戀渡屋（こいどや）- 軽食店。2020年7月オープン。村特産のコンパラ（ナツハゼの実）を使ったソフトクリームや「アオキノコちゃん焼き」を販売。店名は恋渡神社から。平日10時～16時（冬期は15時まで）、土日祝9時～17時（冬期は16時まで）
- 駐車場
  - 普通車：52台
  - 大型車：8台
  - 身障者用：2台
  - EV用急速充電器：1台
- トイレ棟
  - 男：大 2器、小 5器
  - 女：5器
  - 身障者用：1器
  - 子ども用：洋式 2器 男児小便器 2器
- 公衆電話
- 農産物加工施設 - 2017年3月完成、木造1階建て、惣菜、漬物の加工室
- エネ空あおきタワー - 2017年2月設置、太陽光・風力ハイブリッド発電試作機
- ふるさと公園あおき（国道143号をはさんだ南側）

## 休館日
- 年末年始を除き年中無休。年末年始も駐車場、トイレ棟は利用可能

## アクセス
- 国道143号 - 登録路線
- 千曲バス 青木線（路線バス） - 村松バス停。
- 青木村営バス 村松方面 - 道の駅バス停

## 周辺
- 大法寺 - 「見返りの塔」（国宝三重塔）、重要文化財十一面観音など
- 五島慶太翁記念公園
- 五島慶太未来創造館
- 田沢温泉
- 沓掛温泉